# Joel Castro Pereira
Joel Dinis Castro Pereira (ur. 28 czerwca 1996 w Le Locle) – portugalsko-szwajcarski piłkarz, występujący na pozycji bramkarza w angielskim klubie Reading. 
Wychowanek Manchesteru United. Były młodzieżowy reprezentant Portugalii oraz Szwajcarii.

## Kariera klubowa
Pereira rozpoczął swoją piłkarską karierę w szwajcarskim klubie Neuchâtel Xamax, z którego w 2012 roku przeniósł się do Manchesteru United. 17 października 2015 roku został wypożyczony na miesiąc do Rochdale. W klubie zadebiutował 10 listopada w przegranym 1:0 ćwierćfinałowym meczu Football League Trophy przeciwko Morecambe. W tym samym spotkaniu obronił rzut karny oraz został wybrany piłkarzem meczu. Dziewięć dni później Rochdale przedłużyło wypożyczenie Pereiry do 3 stycznia 2016 roku. W Football League zadebiutował 21 listopada 2015 roku w wygranym 0:2 meczu przeciwko Doncaster Rovers. 25 lutego 2016 trafił po raz pierwszy na ławkę rezerwowych Manchesteru United podczas rewanżowego meczu 1/16 finału Ligi Europejskiej przeciwko Midtjylland wygranym przez "Czerwone Diabły" 5:1. 31 sierpnia 2016 roku został wypożyczony do CF Os Belenenses. 5 stycznia 2017 roku wrócił do Manchesteru United, ponieważ dotychczasowy trzeci bramkarz United Sam Johnstone został wypożyczony do Aston Villi. W Manchesterze United zadebiutował 29 stycznia 2017 roku w wygranym 4:0 meczu czwartej rundy Pucharu Anglii, zmieniając w 80 minucie spotkania Sergio Romero. W Premier League zadebiutował 21 maja 2017 roku w wygranym 2:0 meczu przeciwko Crystal Palace rozgrywając całe spotkanie. 2 sierpnia 2018 roku udał się na roczne wypożyczenie do Vitórii Setúbal. 31 stycznia 2019 roku został wypożyczony do KV Kortrijk. Od 1 lipca 2021 roku, po wygaśnięciu kontraktu z Manchesterem United, został wolnym zawodnikiem. W latach 2021–2023 grał w RKC Waalwijk. W 2023 przeszedł do Reading.

## Kariera reprezentacyjna
W czerwcu 2016 roku znalazł się w składzie reprezentacji Portugalii na Letnie Igrzyska Olimpijskie 2016 w Rio de Janeiro. W maju 2017 roku został powołany do kadry reprezentacji Portugalii do lat 21 na odbywające się w Polsce Mistrzostwa Europy U-21.

## Statystyki

### Klubowe
(aktualne na dzień 27 maja 2021)
| Klub                       | Sezon              | Liga                 | Liga  | Liga   | Puchar kraju | Puchar kraju | Puchar ligi | Puchar ligi | Europa | Europa | Inne  | Inne   | Suma  | Suma   |
| Klub                       | Sezon              | Liga                 | Mecze | Bramki | Mecze        | Bramki       | Mecze       | Bramki      | Mecze  | Bramki | Mecze | Bramki | Mecze | Bramki |
| -------------------------- | ------------------ | -------------------- | ----- | ------ | ------------ | ------------ | ----------- | ----------- | ------ | ------ | ----- | ------ | ----- | ------ |
| Manchester United          | 2015/16            | Premier League       | 0     | 0      | 0            | 0            | 0           | 0           | 0      | 0      | –     | –      | 0     | 0      |
| Rochdale (wyp.)            | 2015/16            | Football League      | 6     | 0      | 1            | 0            | 0           | 0           | –      | –      | 1     | 0      | 8     | 0      |
| Manchester United          | 2016/17            | Premier League       | 1     | 0      | 1            | 0            | 0           | 0           | 0      | 0      | 0     | 0      | 2     | 0      |
| CF Os Belenenses (wyp.)    | 2016/17            | Primeira Liga        | 8     | 0      | 1            | 0            | 1           | 0           | –      | –      | –     | –      | 10    | 0      |
| Manchester United          | 2017/18            | Premier League       | 0     | 0      | 0            | 0            | 1           | 0           | 0      | 0      | 0     | 0      | 1     | 0      |
| Vitória Setúbal (wyp.)     | 2018/19            | Primeira Liga        | 9     | 0      | 0            | 0            | 1           | 0           | –      | –      | –     | –      | 10    | 0      |
| KV Kortrijk (wyp.)         | 2018/19            | Eerste klasse        | 0     | 0      | 0            | 0            | –           | –           | –      | –      | 5     | 0      | 5     | 0      |
| Heart of Midlothian (wyp.) | 2019/20            | Scottish Premiership | 20    | 0      | 2            | 0            | 3           | 0           | –      | –      | –     | –      | 25    | 0      |
| Huddersfield Town (wyp.)   | 2020/21            | Championship         | 2     | 0      | 0            | 0            | 0           | 0           | –      | –      | –     | –      | 2     | 0      |
| Ogólnie w karierze         | Ogólnie w karierze | Ogólnie w karierze   | 46    | 0      | 5            | 0            | 6           | 0           | 0      | 0      | 6     | 0      | 63    | 0      |